# Sandra Ygueravide
Sandra Ygueravide Viana (Valencia, España, 28 de diciembre de 1984) es una jugadora española de baloncesto profesional. Es internacional absoluta con España (3x3 y 5x5). Ha sido campeona y subcampeona de Europa de 3x3, campeona de la Eurocup en 2019 con el equipo ruso de Nadezhda Orenburg, así como de múltiples títulos con el Ros Casares Valencia y subcampeona olímpica en los Juegos Olímpicos de París 2024.
Es licenciada en periodismo.

## Trayectoria
Jugadora formada en la cantera del Ros Casares (Valencia), donde debutó con 17 años en la Liga Femenina de Baloncesto. Estuvo en el club valenciano hasta la temporada 2004-05 que fichó por Perfumerías Avenida de Salamanca, donde consiguió su cuarta Copa de la Reina y la primera del club salmantino en sus vitrinas. Un año más tarde formó parte del Arranz Jopisa (Burgos) y en la temporada 2006 fichó por Estudiantes en el que pasó 5 temporadas, tanto en LF como en LF2. El equipo madrileño descendió en el primer año de Ygueravide, pero ascendió rápidamente, gracias a una temporada en la que fueron de menos a más y en la que consiguieron meterse en la Fase de Ascenso tras una segunda vuelta impecable. Ygueravide, capitana del equipo, fue nombrada MVP de dicha Fase celebrada en Santiago de Compostela. Dos años más en LF y un último en LF2, llevaron a la jugadora valenciana a cambiar la capital madrileña por el equipo vasco, Hondarribia-Irún. En el año 2013 dio el salto al extranjero de la mano del Edremit Beledeyesi de la Liga turca. Apenas mes y medio después, debido a los impagos del club turco, la valenciana acabó la temporada en Francia (Aix-en-Provence).
A partir de este momento, Ygueravide, continúa su andadura por el extranjero donde juega también la Eurocup y la Euroliga femenina. Su etapa en Turquía la llevó a equipos como el Adana Botas, Hatay, Mersin o el conocidísimo Besiktas. En la temporada 2016-2017 firma por el Wisla Can-Pack polaco, donde coincide con el entrenador salmantino José Ignacio Hernández y consiguen la Copa Polaca y el subcampeonato de Liga. Un año más tarde pasa a formar parte del Nadezhda Orenburg, donde pasa dos temporadas y donde gana su primer título europeo en la Eurocup Women. En la final disputada frente al Montpellier francés, la base acaba con 13 puntos, 6 rebotes y 6 asistencias. 
En la temporada 2019-2020 ficha por el Uni Gyor húngaro y en 2020 recala en Francia, en el ex campeón europeo ESBVA de Villeneuve D´Ascq, donde continúa actualmente.
Desde el verano de 2016 forma parte de la selección española de 3x3, siendo uno de los referentes del equipo y llegando al número 1 del ranking mundial de FIBA 3x3 en el verano de 2021. Con la selección se proclama Subcampeona de Europa 2019 y Campeona de Europa 2021, además de ser nombrada MVP del torneo.

## Clubes
- 2023 - 2024: SPAR Girona (Liga femenina Endesa)
- 2022 - 2023: Lointek Gernika Bizkaia (Liga femenina Endesa)
- 2021 - 2022: ESBVA-Lille Metropole (Francia)
- 2020 - 2021: ESBVA-Lille Metropole (Francia)
- 2019 - 2020: Uni Gyor (Hungría)
- 2018 - 2019: Nadezhda Orenburg (Rusia)
- 2017 - 2018: Nadezhda Orenburg (Rusia)
- 2016 - 2017: Wisla Can-pack Cracovia (Polonia)
- 2015 - 2016: Cref Hola (Madrid) / Beşiktaş (Turquía)
- 2014 - 2015: Hatay (Turquía) / Mersin (Turquía) / Santa María (Ecuador)
- 2013 - 2014: Adana Botas (Turquía)
- 2012 - 2013: Hondarribia-Irún / Edremit Belediyespor (Turquía) / Aix en Provence (Francia)
- 2011 - 2012: Hondarribia-Irún
- 2006 - 2011: Club Estudiantes (Madrid)
- 2005 - 2006: Arranz Jopisa (Burgos)
- 2004 - 2005: Perfumerias Avenida (Salamanca)
- 2001 - 2004: Ros Casares (Valencia)

## Palmarés

### Campeonatos nacionales
- Liga Española de baloncesto
  - Campeona 2003-2004, Ros Casares (Valencia)
  - Subcampeona 2002-2003, Ros Casares (Valencia)

- Copa de la reina, de la Liga Española de baloncesto
  - Campeona 2004-2005, Perfumerías Avenida (Salamanca)
  - Campeona 2003-2004, Ros Casares (Valencia)
  - Campeona 2002-2003, Ros Casares (Valencia)
  - Campeona 2001-2002, Ros Casares (Valencia)
- Basket Liga Kobiet (Polonia)
  - Campeona Copa polaca 2016-2017, Wisla Can-Pack
  - Subcampeona de Liga 2016-2017, Wisla Can-Pack

### Campeonatos internacionales
| Competición             | Sede      | Año  | Club               | Posición         |
| ----------------------- | --------- | ---- | ------------------ | ---------------- |
| Copa de Europa FIBA 3x3 | Debrecen  | 2019 | Selección española | Medalla de plata |
| Eurocopa femenina       | Lattes    | 2019 | Nadezhda Orenburg  | Medalla de oro   |
| Copa de Europa FIBA 3x3 | París     | 2021 | Selección española | Medalla de oro   |
| Copa de Europa FIBA 3x3 | Jerusalén | 2023 | Selección española | Medalla de plata |
| Juegos Olímpicos 3x3    | París     | 2024 | Selección española | Medalla de plata |

### Distinciones individuales
- Número 1 del ranking mundial FIBA 3x3, septiembre de 2021
- MVP FIBA 3x3 European championship, París 2021
- MVP FIBA 3x3 Women Series, Mies 2021
- Récord de anotación en un partido en la temporada 2015-2016 en la liga española de baloncesto, 36 puntos y 41 de valoración.